# Jöns Jacobsköld
Jöns Nilsson Jacobsköld, född omkring 1569, död april 1633 i Åbo, var en svensk ämbetsman.

## Biografi
Jacobsköld föddes omkring 1569. Han var son till ämbetsmannen Nils Jacobsköld och Anna Svensdotter. Jacobsköld blev 1589 student vid Marburgs universitet. Han blev 1604 ståthållare på Stegeborg och var 1607 krigskommissarie. År 1607 blev han sekreterare hos hertig Johan av Östergötland och 1608 hovjunkare hos kung Karl IX. Jacobsköld blev 1613 ståthållare av Vadstena slottslän och den 15 juni 1623 blev han bisittare i Åbo hovrätt. Från 31 oktober 1623 var han vice repsident i hovrätten. Jacobsköld introducerades 1625 som nummer 85 i Sveriges Riddarhus. Han avled 1633 i Åbo och bravdes 16 mars 1634 i Linköpings domkyrka.
Jacobsköld ägde gårdarna Forsvik i Undenäs socken,  Idingstad i Östra Hargs socken och Arnöberg i Bond-Arnö socken.

### Familj
Jacobsköld gifte sig första gången med Ingeborg Johansdotter (död 1602). Hon var dotter till skeppskaptenen Johan Gudmundsson (Ulf af Horsnäs) och Kerstin Trulsdotter Marbo.
Jacobsköld gifte sig andra gången 4 november 1605 med Elisabet Copp (1586–1657). Hon var dotter till häradshövdingen Polycarpus Copp och Elin Schack i Sjuhundra härad. De fick tillsammans barnen studenten Nils Jacobsköld (död 1629), överstelöjtnanten Johan Jacobsköld (död efter 1649), Elin Jacobsköld (död före 1629), Ingeborg Jacobsköld (död 1668) som var gift med översten Herbert Gladtsten och kaptenen Esaias von Helden och Anna Jacobsköld (död 1672) som var gift med kaptenlöjtnanten Nils Persson Natt och Dag.